# Centro di produzione Rai di Milano
Il Centro di produzione Rai di Milano è uno dei 4 centri di produzione televisiva e radiofonica della Rai insieme a quelli di Roma, Torino e Napoli. È suddiviso in due sedi: quella storica di corso Sempione 27, in una zona elegante e residenziale, e quella di via Mecenate 76, che si trova alla periferia sud-est della città, nei pressi dell'aeroporto di Linate.

## Sede di corso Sempione
Il Centro di produzione di corso Sempione entrò in funzione nel 1952, concepito ancora prima della guerra per la radio, ma poi riprogettato ed ampliato anche in funzione dell'imminente inizio del servizio televisivo.
Da qui il 3 gennaio 1954 partirono le trasmissioni ufficiali della televisione di Stato.
Nel panorama televisivo italiano dei primi anni Milano ebbe un ruolo dominante, rispetto agli altri centri di produzione di Roma e Torino. Nel 1954 negli studi televisivi di Milano lavoravano già circa 400 persone, e da corso Sempione e dalla Fiera partiva circa l'85% di tutti i programmi nazionali.
Presso la sede di Milano nel 1952 è nato il Telegiornale.
In questa sede, precisamente presso lo studio TV3, sono stati girati i più grandi sceneggiati della televisione di Stato, tra cui La freccia nera e Piccolo mondo antico. Dal medesimo studio fu trasmessa l'inaugurazione ufficiale della televisione italiana, il 3 gennaio 1954. L'8 settembre 1952, in piena epoca televisiva sperimentale, dallo studio TV2 partì la prima trasmissione in assoluto della storia della televisione italiana: Prego signora, condotto da Elda Lanza.
Qui è presente anche la redazione milanese del TG3, la cui sede principale è a Roma. L'edizione delle 12 del telegiornale, al contrario delle altre, va in onda da questa sede anziché da quella principale.

### Studi e programmi
Studi e programmi della stagione televisiva 2024/2025:
- TV1 (76,80m²): Tg Sport Giorno, Radiocorsa
- TV2 (300 m²): Ore 14, La Domenica Sportiva, Ore 14 Sera
- TV3 (600 m²): Tv Talk, Kilimangiaro, Splendida cornice, Indovina chi viene a cena
- TV4 (253 m²): TGR Buongiorno Italia, TG3 (edizione delle 12:00), TGR Lombardia, TGR Piazza Affari
- TV5 (76,5 m²)[6]: collegamenti vari

Tutti gli studi sono stati convertiti per trasmettere programmi in HDTV.
Corso Sempione è inoltre un'importante sede radiofonica. Da questa sede vengono prodotti:
- Studio 1 (22,25 m²): Rai Radio 1: Gazzettino Padano, Il caffè di Radio1
- Studio 2 (34,45 m²): Rai Radio 2: Caterpillar
- Studio 3 (28,6 m²): Rai Radio 2: Ovunque6 Morning Show
- Studio 4 (29,1 m²): Rai Radio 3: Prima pagina
- Studio 5 (18 m²):
- Auditorium A (122 m²): Rai Radio 3: Piazza Verdi
- Auditorium B (53 m²):
- Auditorium M (75,5 m²): Rai Radio 3: La stanza della musica

### Programmi del passato
Sono andati in onda da questi studi programmi come Fantastico (ed. 3 e 4), Italia allo specchio, Regioni, Sabato Sprint, L'Italia sul 2, La grande notte, Glob, L'eredità, Che tempo che fa, Il Sabato della DS, Quelli che il calcio e Generazione Giovani, Nei tuoi panni, Il circolo dei mondiali, Il circolo degni anelli.

## Sede di via Mecenate
Il Centro di produzione Rai di via Mecenate, inaugurato nel 2007, nasce sia dall'esigenza di trovare nuovi spazi dopo l'abbandono di quelli della Fiera di Milano che dalla necessità di poter usufruire di studi televisivi di dimensioni più ampie e tecnologicamente avanzati.

### Studi e programmi
Studi e programmi della stagione televisiva 2024/2025:
- M1 (818,18 m²): Raiduo con Ale e Franz, Gli occhi del musicista, Stasera c'è Cattelan su Rai 2
- M2 (1300 m²)[8]: Donne sull'orlo di una crisi di nervi
- M4 (400 m²): telepromozioni
- Studio 2000 (2500 m²)[9]: È sempre mezzogiorno!, The Voice Kids, Cena di Natale, The Voice Senior

Tutti gli studi sono stati convertiti per trasmettere programmi in HDTV.
Gli studi M hanno a disposizione 2 regie gemelle. Ogni regia può essere utilizzata con qualsiasi platea. Lo studio 2000 invece non dispone di regia fissa, ma viene utilizzata con un mezzo esterno. Di solito viene impiegata l'Esterna Milano 1 (bilico 20 camere HD). Dall'ottobre 2016 è stata installata presso lo Studio 2000 una regia mobile completa HD in flightcase.
Gli edifici che ospitano il Centro di produzione Rai di via Mecenate non sono di proprietà, ma sono stati dati in locazione dalla società East End Studios e sorgono su un'area dove un tempo si trovavano le Officine Aeronautiche Caproni.
Nelle immediate adiacenze si trovano anche gli altri enormi capannoni della East End Studios dove vengono ospitati concerti, numerose convention, cene di gala, presentazioni di nuovi prodotti, eventi fieristici e dove vengono girati anche diversi spot pubblicitari e produzioni televisive per Mediaset, LA7, Sky Italia, tra cui MasterChef, e Discovery Italia.

### Programmi del passato
Già prima che la Rai decidesse di costruirvi il proprio centro di produzione, questi stessi spazi furono utilizzati all'occorrenza per alcune importanti trasmissioni come L'isola dei famosi, Scorie, Artù, Music Farm e Francamente me ne infischio.
Da settembre 2007, adeguatamente ristrutturati, questi spazi diventano ufficialmente Centro  di Produzione  Rai di Milano e da allora vi sono stati ospitati numerosi programmi tra cui: Detto fatto, Stasera casa Mika, Scalo 76, Pomeriggio sul 2, The Voice of Italy, Rischiatutto, 20 anni che siamo italiani, Ora o mai più, diverse edizioni di Quelli che il calcio, L'era glaciale, L'ultima parola, Non sono una signora, Che tempo che fa, Le parole della settimana, Kilimangiaro - Il viaggio che verrà, Splendida cornice, Affari tuoi

## Ex studi della Fiera
Per far fronte alle imminenti necessità televisive che gli studi di Corso Sempione non potevano soddisfare a pieno, venne concessa alla concessionaria del servizio pubblico televisivo un'area in affitto (in realtà ad un corrispettivo assolutamente simbolico) dove venne costruito il Centro di produzione della Fiera, che comprendeva:
- Teatro Fiera 1: semi-interrato dal quale andavano in onda i più prestigiosi programmi della televisione italiana tra cui Rischiatutto[20], Lascia o raddoppia?[21], Settevoci[22], Portobello[23], L'amico del Giaguaro[24], Fantastico[25][26], Solletico, Quelli che il calcio e Top of the Pops;
- Teatro Fiera 2 e Fiera 3: realizzati sopra al Fiera 1, altrettanto prestigiosi perché sede di programmi storici come La Domenica Sportiva, Piccoli fans e le diverse produzioni di Paolo Limiti[27].

Gli studi Rai di Porta Carlo Magno furono oggetto di un più ampio restyling che riguardò tutta l'area della Fiera di Milano (oggi Fiera Milano City per distinguere questo insediamento da quello denominato Fieramilano che si trova nell'immediato hinterland della città, nei comuni di Rho e Pero) e per questo motivo, nel luglio 2007 (dopo l'ultima puntata di Quelli che il calcio della stagione 2006-2007) furono demoliti. Gli studi del centro di produzione furono così trasferiti in Via Mecenate.

## Futuro del Centro di produzione Rai di Milano
Nel 2028 è previsto il  trasferimento nella nuova sede, che occuperà un immobile che Fondazione Fiera Milano realizzerà nel nuovo "Campus Gattamelata", destinato a sorgere a margine del complesso Fiera Milano City e del Centro Congressi MiCo..  Il nuovo centro di produzione sostituirà definitivamente le attuali sedi di Corso Sempione (immobile Rai che verrà venduto) e di Via Mecenate (di cui Rai rilascerà gli immobili in locazione di proprietà di East End Studios).